# Liste der Kulturgüter in Koblenz
Die Liste der Kulturgüter in Koblenz enthält alle Objekte in der Gemeinde Koblenz im Kanton Aargau, die gemäss der Haager Konvention zum Schutz von Kulturgut bei bewaffneten Konflikten, dem Bundesgesetz vom 20. Juni 2014 über den Schutz der Kulturgüter bei bewaffneten Konflikten sowie der Verordnung vom 29. Oktober 2014 über den Schutz der Kulturgüter bei bewaffneten Konflikten unter Schutz stehen.
Objekte der Kategorien A und B sind vollständig in der Liste enthalten, Objekte der Kategorie C fehlen zurzeit (Stand: 1. Januar 2023).

## Kulturgüter
| Foto |                                                                                                   | Objekt                                                                  | Kat. | Typ | Standort                                 | Beschreibung |
| ---- | ------------------------------------------------------------------------------------------------- | ----------------------------------------------------------------------- | ---- | --- | ---------------------------------------- | --- |
| ja   | Datei hochladen · Wikidata zu Kleiner Laufen, Teil der spätrömischen Rheinbefestigung (Q19362333) | Kleiner Laufen (Teil der spätrömischen Rheinbefestigung) KGS-Nr.: 00142 | A    | F   | Umfahrungsstrasse 661380 / 274040        | Der Wachturm – oder burgus – hat einen rechteckigen, leicht nach SO verzogenen, 8 Meter (aussen) × 4,8 Meter (innen) messenden Grundriss. Das Aufgehende ist noch 1,9 bis 2,4 Meter hoch erhalten. Ein 0,1 × 0,2 Meter grosser, leicht rosafarbener Putzrest in der Ecke zwischen Nord- und Ostmauer lässt vermuten, dass zumindest das Innere des Wachturms verputzt war. Er war teilweise von einem Wall und einem Graben als Annäherungshindernisse geschützt. Der rund 1,1 Meter tiefe und 2 Meter breite Wehrgraben liegt ungefähr 8,5 Meter, der Wall rund 5 Meter vom Wachturm entfernt. Aufgrund seiner vor Ort aufgefundenen Bauinschrift ist nicht nur das exakte Baujahr dieses Wachturms (371), sondern auch dessen antiker Name (summa rapida) bekannt geworden. |
| ja   | Datei hochladen · Wikidata zu Eisenbahnviadukt Koblenz–Waldshut (Q2147616)                        | Eisenbahnviadukt Koblenz–Waldshut KGS-Nr.: 09072                        | A    | G   | 659821 / 273464                          | |
| ja   | Datei hochladen · Wikidata zu Eisenbahnviadukt Koblenz–Felsenau (Q105551019)                      | Eisenbahnviadukt Koblenz–Felsenau KGS-Nr.: 10514                        | A    | G   | 658845 / 272177                          | Objekt liegt hälftig auf dem Gemeindegebiet von Koblenz und Leuggern (KGS-Nr. 9875). |
| BW   | Datei hochladen · Wikidata zu Schloss Koblenz (Q29576331)                                         | Schloss KGS-Nr.: 15476                                                  | B    | G   | Hinterdorfstrasse 21 659966 / 273405     | |
| BW   | Datei hochladen · Wikidata zu Verenastatue (Q29576335)                                            | Verenastatue KGS-Nr.: 15477                                             | B    | K   | Schulstrasse 660146 / 273316             | |
| ja   | Datei hochladen · Wikidata zu Bahnhof Koblenz (Q801024)                                           | Bahnhof Koblenz KGS-Nr.: 15478                                          | B    | G   | Bahnhofstrasse 55 659294 / 272483        | |
| ja   | Datei hochladen · Wikidata zu Lokremise (Q29576324)                                               | Lokremise KGS-Nr.: 15479                                                | B    | G   | Bahnhofstrasse 36.1–36.2 659449 / 272786 | |